# Clubul Sportiv Municipal Satu Mare 2014-2015
Questa voce raccoglie le informazioni riguardanti il Clubul Sportiv Municipal Satu Mare nelle competizioni ufficiali della stagione 2014-2015.

## Organigramma societario
Area direttiva
- Presidente: Valeriu Neagu

Area tecnica
- Allenatore: Adrian Pricop

## Rosa
| N° | Nome               | Ruolo | Data di nascita   | Nazionalità sportiva |
| -- | ------------------ | ----- | ----------------- | -------------------- |
| 1  | Adriana Matei      | S     | 24 maggio 1998    | Romania              |
| 2  | Natalia Preda      | P     | 19 agosto 1998    | Romania              |
| 3  | Daniela Dobre      | C     | 2 luglio 1997     | Romania              |
| 4  | Allison McCurdy    | L     | 25 settembre 1991 | Stati Uniti          |
| 5  | Alexandra Mişca    | C     | 30 marzo 1997     | Romania              |
| 6  | Denisa Mocar       | P     | 31 luglio 1997    | Romania              |
| 7  | Alexandra Ciucu    | L     | 13 novembre 1995  | Romania              |
| 8  | Beata Vaida        | S     | 26 giugno 1997    | Romania              |
| 10 | Andreea Maxim      | L     | 5 luglio 1998     | Romania              |
| 11 | Ivana Zburová      | P     | 30 aprile 1982    | Slovacchia           |
| 12 | Daiana Adamcsik    | L     | 12 agosto 1997    | Romania              |
| 13 | Angelica Podină    | L     | 14 agosto 1991    | Romania              |
| 15 | Alexandra Molnar   | C     | 15 gennaio 1998   | Romania              |
| 16 | Viktoriya Dyedkova | S     | 17 giugno 1988    | Ucraina              |
| 18 | Alexis Mathews     | C     | 23 gennaio 1991   | Stati Uniti          |